# Czterozgłoskowiec
Czterozgłoskowiec – forma wierszowa złożona z czterech sylab.
W wersyfikacji polskiej czterozgłoskowiec daje kilka możliwości kształtowania rozkładów akcentowych, chociaż najczęściej bywa paroksytoniczny. Występuje jako samodzielny wers w wierszach izosylabicznych. Bywa także wykorzystywany w wierszach różnowersowych lub stanowi człon dłuższych wersów sylabicznych.  
Panie Janie!
W każdym stanie
Zyskać można.
Myśl ostrożna
Obrać umie,
Gdy rozumie.
Ignacy Krasicki, Do Pana Jana
Czterozgłoskowiec może mieć postać jambiczną (sSsS). Wersy tego typu występują na przykład w polskich tłumaczeniach utworu Edgara Allana Poego Eldorado:
Rycerz na schwał
Na koniu w cwał,
W dzień jasny i w noc bladą –
Śpiewając rad,
Wędrował w świat
I szukał Eldorado.
tłum. Antoni Lange
Czterozgłoskowy segment jambiczny występuje też w tetrametrze jambicznym i pentametrze jambicznym.